# Niagara River
Der Niagara River [naɪ̯ˈægəɹə ˈɹɪvəʴ] (eingedeutscht Niagara [ˌniaˈgaːra]) ist ein Fluss in Nordamerika. Er fließt vom Eriesee in den Ontariosee. Er bildet die Grenze zwischen der Provinz Ontario in Kanada und dem Bundesstaat New York der Vereinigten Staaten.

## Flusslauf
Der Fluss ist etwa 56 km lang. Er stürzt in seinem Verlauf über die Niagarafälle. Die Wasserfälle haben sich in den letzten 11.700 Jahren seit der letzten Eiszeit durch Erosion der Niagara-Schichtstufe etwa 11 Kilometer flussaufwärts verschoben. Der Fluss verliert in seinem Verlauf 99 Meter Höhe. Im Fluss liegen neben anderen die zwei Inseln Grand Island (86,2 km², ca. 21.000 Einwohner) und Goat Island (0,034 km², unbewohnt), beide zum Bundesstaat New York (USA) gehörend. Goat Island und das noch kleinere Luna Island teilen die Niagarafälle in drei Teile, die Horseshoe, Bridal Veil und American Falls genannt werden. Navy Island liegt nahe dem Nordende von Grand Island, Strawberry Island südöstlich von Grand Island.
Ca. 4 km unterhalb (nördlich) der Niagarafälle durchquert der Fluss die Whirlpool Rapids.

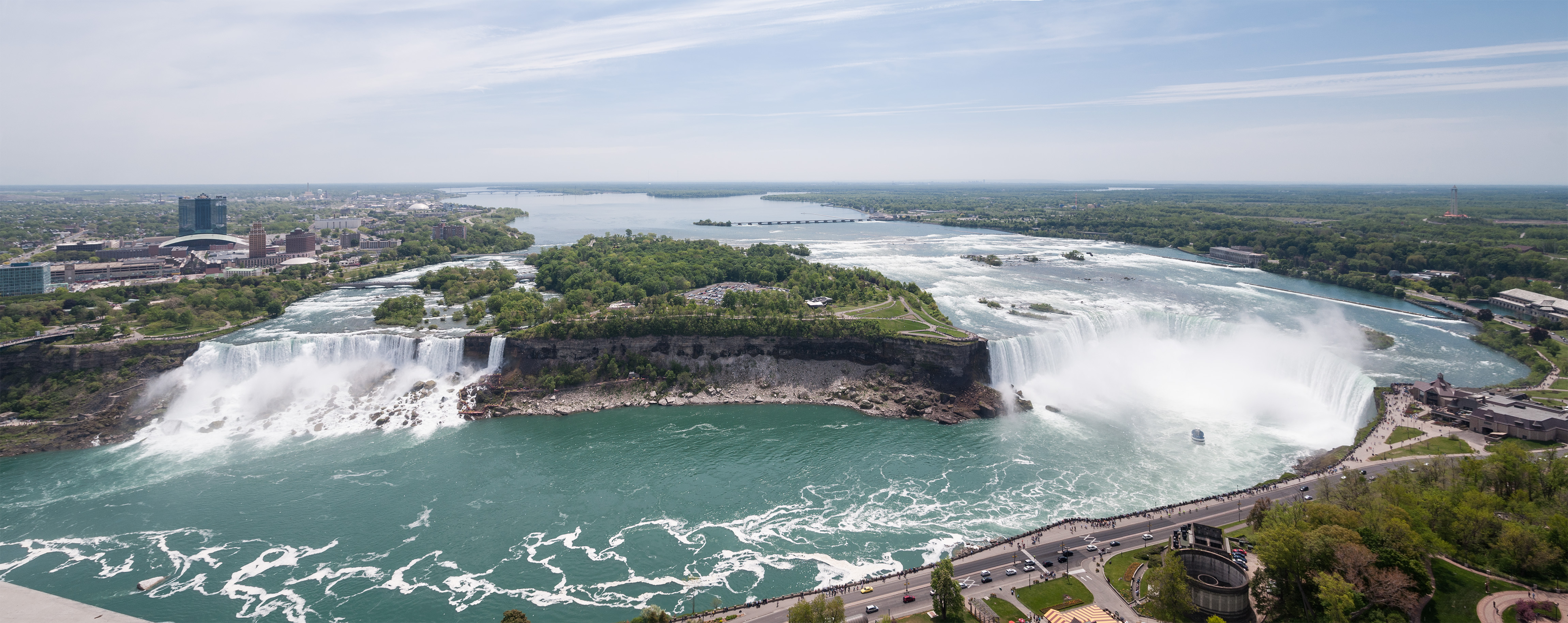
Die amerikanischen und kanadischen Niagarafälle vom Skylon Tower aus gesehen, dazwischen Goat Island
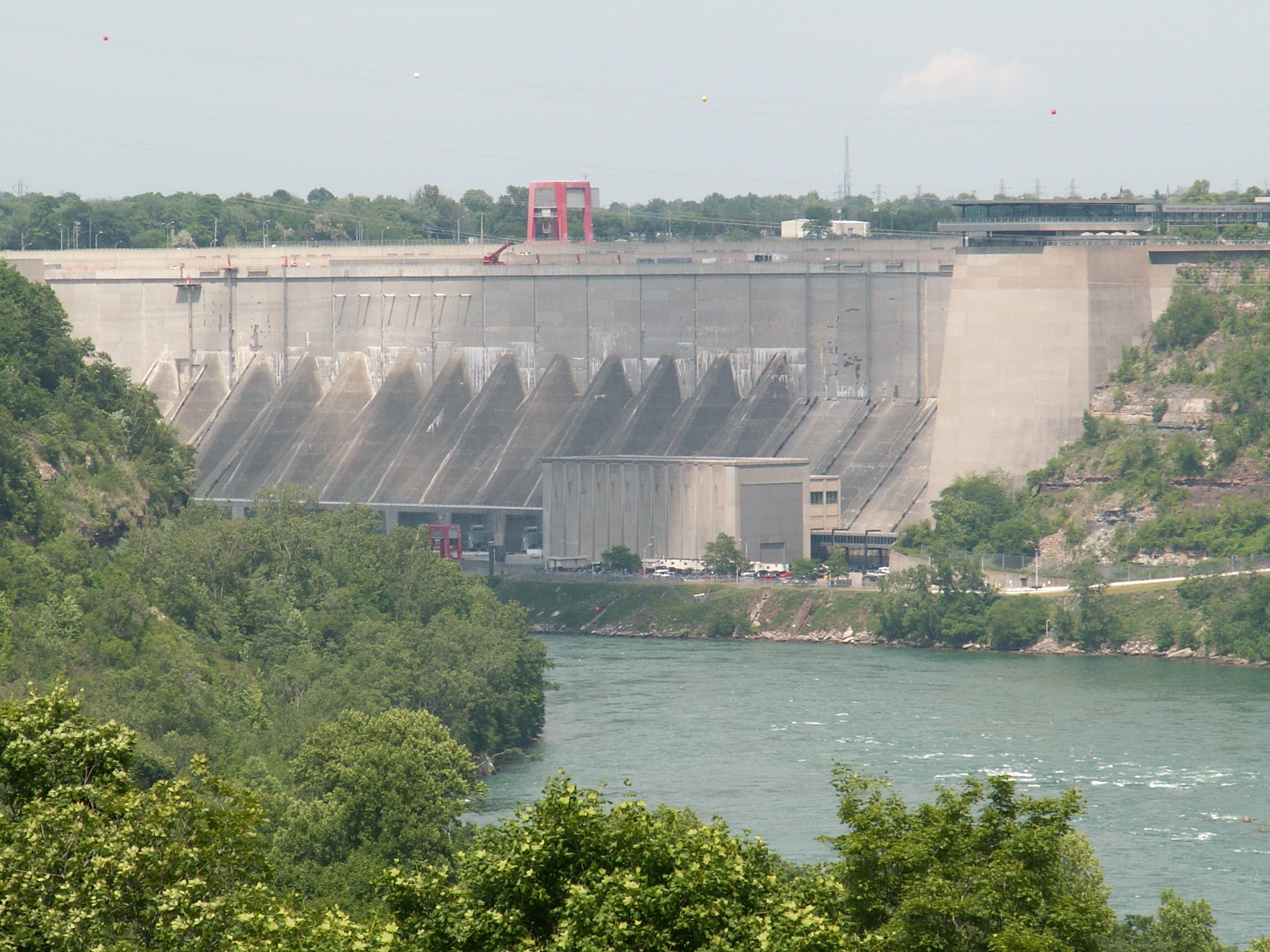
Staumauer des Niagara-Kraftwerkes
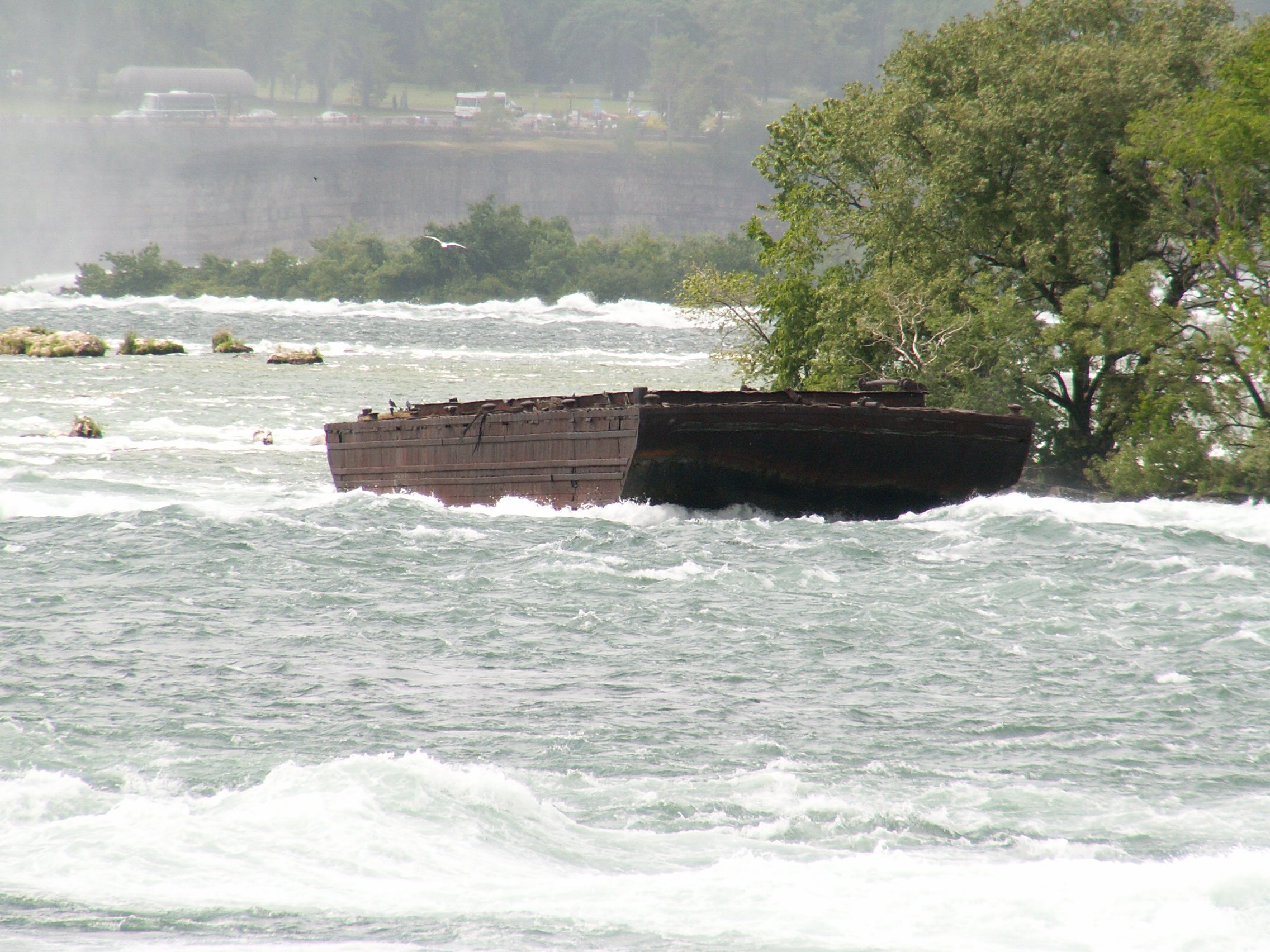
1912 auf Grund gesetztes Müllschiff oberhalb der Fälle
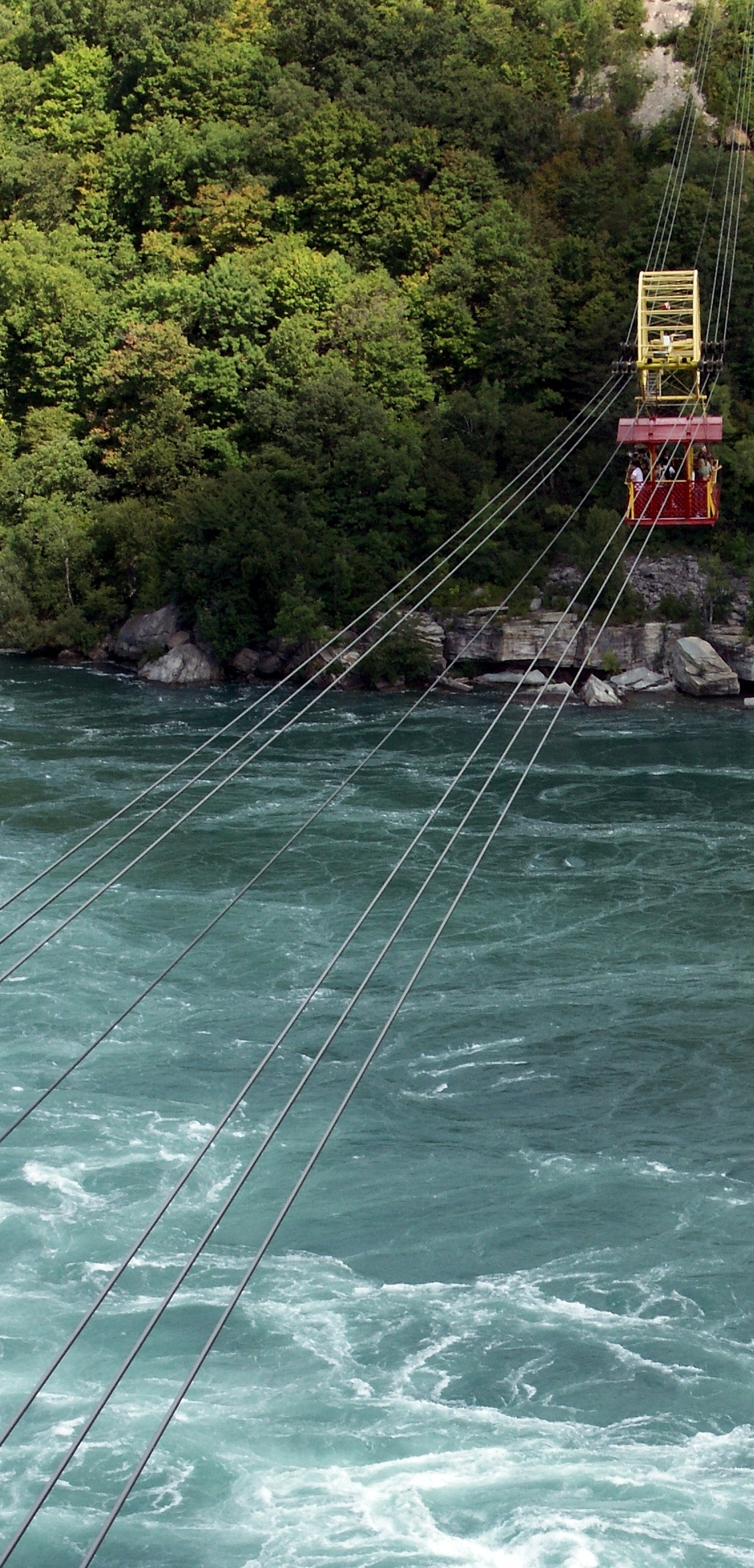
Whirlpool Aero Car über den Whirlpool Rapids

## Kraftwerke

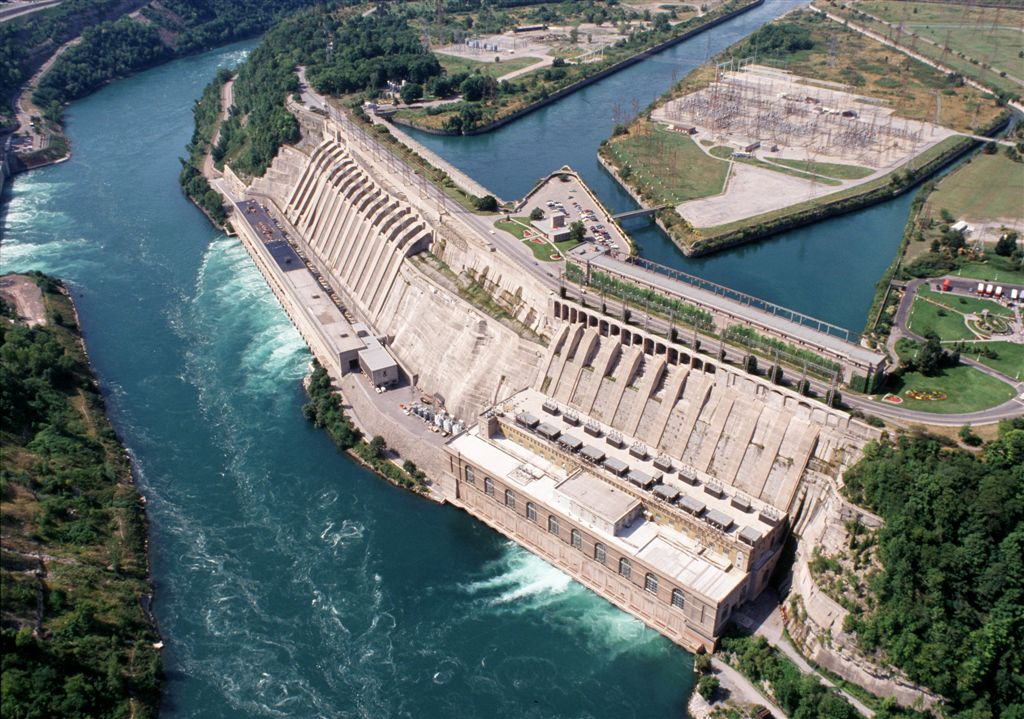
Das Sir-Adam-Beck-Kraftwerk Nr. 1 (vorne) und Nr. 2 (hinten)

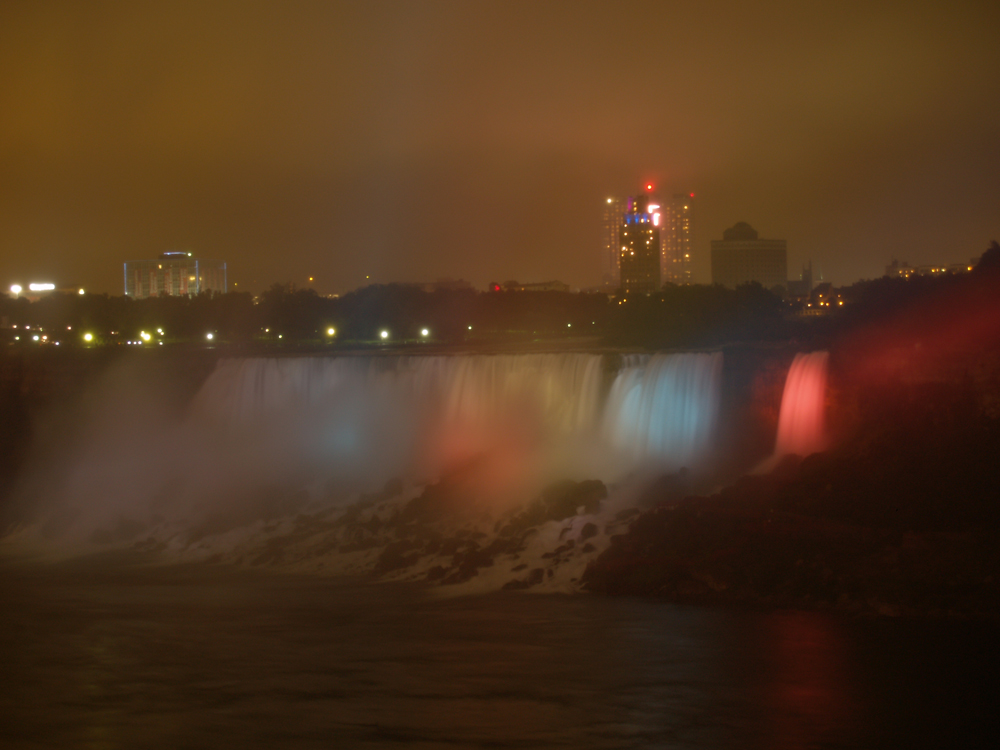
Die American Falls links (in blau und gelb) und die Bridal Veil Falls (in rot) beleuchtet am Abend

Seit dem 18. Jahrhundert wird die Wasserkraft genutzt; ab 1759 zunächst als Antrieb von Wassermühlen, ab 1882 dann zur Stromerzeugung im ersten Kraftwerk. Die Anlage wurde mit Wasser aus dem Hydraulic Canal betrieben und diente ausschließlich der Erzeugung von Gleichstrom zu Beleuchtungszwecken der unmittelbaren Umgebung. Ab 1886 fand die Planungen zur Edward Dean Adams Power Plant statt, das Kraftwerk für Wechselspannung wurde 1895 in Betrieb genommen und erreichte eine Leistung von 78,3 MW und war zu der Zeit das weltweit größte Kraftwerk. Der Betrieb der Edward Dean Adams Power Plant wurde 1961 eingestellt.
Heute gibt es mehrere Kraftwerke entlang des Flusses: Die größten sind das Kraftwerk Sir Adam Beck Nr. 1 und Nr. 2 auf kanadischer Seite und das Kraftwerk Robert Moses Niagara und das Pumpspeicherkraftwerk Lewiston auf US-amerikanischer Seite. Die installierte elektrische Leistung dieser Kraftwerke beträgt in der Summe 5,038 GW, davon 2,7 GW auf US-amerikanischer Seite und 2,338 GW auf kanadischer Seite. Damit gehört diese Gruppe zu den größten Wasserkraftwerken der Erde.
Von 2005 bis 2013 wurde ein neuer Kraftwerksstollen gebaut. Für diesen 10,2 Kilometer langen Tunnel wurde die zu dieser Zeit größte Tunnelbohrmaschine der Welt konstruiert (14,4 Meter Durchmesser: „Big Becky“). Der Durchstich erfolgte im Mai 2011. Das Schleusentor am Auslauf des Tunnels wurde am 22. März 2013 geöffnet.
Nachdem 24 Stunden Wasser ungehindert durch den 10,1 Kilometer langen Wasserzuleitungstunnel geflossen war, galt das Bauwerk mit einem Bauvolumen von 900 Mio. € als fertiggestellt. Der Durchfluss beträgt etwa 500 Kubikmeter/Sekunde.

## Schifffahrt
Die Schifffahrt auf den Großen Seen umgeht den Fluss und die Fälle durch den Wellandkanal. Dieser befindet sich auf der kanadischen Seite auf der Niagara-Halbinsel und bildet einen Teil des Sankt-Lorenz-Seewegs. Der Niagara River und sein Seitenfluss Tonawanda Creek bilden den letzten Abschnitt des Erie-Kanals, der über den Niagara River in den Eriesee mündet.

## Brücken und Orte am Fluss
Vier Übergänge über den Fluss bilden gleichzeitig Grenzübergänge zwischen den USA und Kanada:
- Die Peace Bridge verbindet den Interstate Highway I-190 in Buffalo, New York, mit dem Queen Elizabeth Way (QEW) in Fort Erie, Ontario.
- Die Rainbow Bridge verbindet Niagara Falls, New York, mit Niagara Falls, Ontario.
- Die Whirlpool Rapids Bridge, oder Whirlpool Bridge, verbindet ebenfalls die beiden Städte.
- Die Lewiston–Queenston Bridge verbindet den I-190 in Lewiston, New York, mit dem Highway 405 in Queenston, Ontario.

Daneben gibt es auch drei Eisenbahnübergänge.
Wichtige Städte am Niagara River sind (von Süden her):
- Buffalo, New York
- Fort Erie, Ontario
- Lewiston, New York
- Niagara Falls, New York
- Niagara Falls, Ontario
- Niagara-on-the-Lake, Ontario
- Queenston, Ontario

## Geschichte

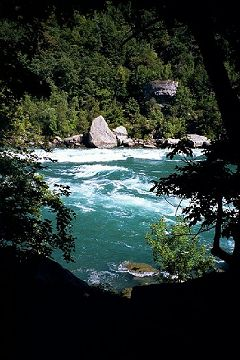
Der Niagara River am Niagara Glen

In der Vergangenheit war der Niagara River von großer strategischer Bedeutung als Teil des Wasserwegs vom Sankt-Lorenz-Strom über die Großen Seen in den Nordwesten der heutigen USA. Da es lange Zeit keine brauchbaren Landwege gab, spielten diese Wasserwege bei Krieg und Handel eine entscheidende Rolle. Die Niagarafälle wurden auf dem Land umgangen. Erste französische Befestigungen entstanden 1679, Fort Niagara als erster dauerhafter Posten 1726. Im Jahr 1759 wurde Fort Niagara von den Briten erobert, die von dort aus ihre Herrschaft über die Niagara-Region während des Pontiac-Aufstands und während des Amerikanischen Unabhängigkeitskriegs absicherten. Das Land beiderseits der Ufer war lange Zeit nur dünn besiedelt, neben einzelnen europäischen Siedlern und Händlern lebten dort vor allem die Indianerstämme des Irokesenbundes. Obwohl der Unabhängigkeitskrieg 1783 beendet wurde, räumten die Briten Fort Niagara erst 1796 nach dem Abschluss des Jay-Vertrags. Zur Sicherung der kanadischen Grenze entstanden auf dem anderen Ufer Fort George sowie Fort Erie. Das Aufblühen der Siedlungen am Niagara, das mit einer Verdrängung der Indianer einherging, wurde durch den Krieg von 1812 unterbrochen, während dessen die Region ein Hauptschauplatz der Kampfhandlungen war. Die USA unternahmen zwischen 1812 und 1814 mehrere vergebliche Invasionsversuche nach Kanada. Eine Reihe von Schlachten spielte sich in unmittelbarer Nähe des Flusses ab, darunter die Schlacht von Queenston Heights vom 13. Oktober 1812. In den Städten und Ortschaften auf beiden Seiten kam es während des Kriegs teils zu schweren Zerstörungen. Während die Amerikaner u. a. Newark (heute Niagara-on-the-Lake) niederbrannten, zerstörten britische Truppen vom 1813 eroberten Fort Niagara aus die amerikanischen Siedlungen in ihrer Nähe. Nach dem Ende des Kriegs gelang jedoch ein rascher Wiederaufbau. Der Fluss verlor seine Bedeutung für den Verkehr erst durch die Anlage des Wellandkanals.

## Namensvorbild
Die New York Central Railroad bezeichnete ihre Dampflokomotiven der Achsfolge Northern (2'D2') mit dem Namen Niagara.